# Нураги

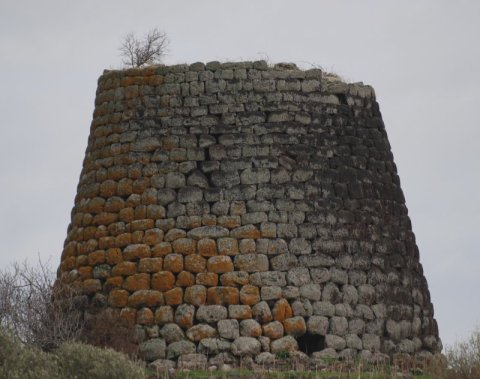
Нураг Корбос біля Сілануса

Нураги (IPA [nu'rage], італ. nuraghi, сардинською nuraghes) — мегалітичні башти на Сардинії. Вони збудовані циклопічною кладкою — насухо з величезних брил і мають конусоподібну форму. Зараз відомо понад 8 тисяч нурагів різного ступеня зруйнованості, однак вважається що в старовину їх було значно більше. Зараз найкраще збережені нураги є туристичними об'єктами. А нураг Су-Нураксі-ді-Баруміні в 1997 році було внесено до списку всесвітньої спадщини ЮНЕСКО.

## Опис

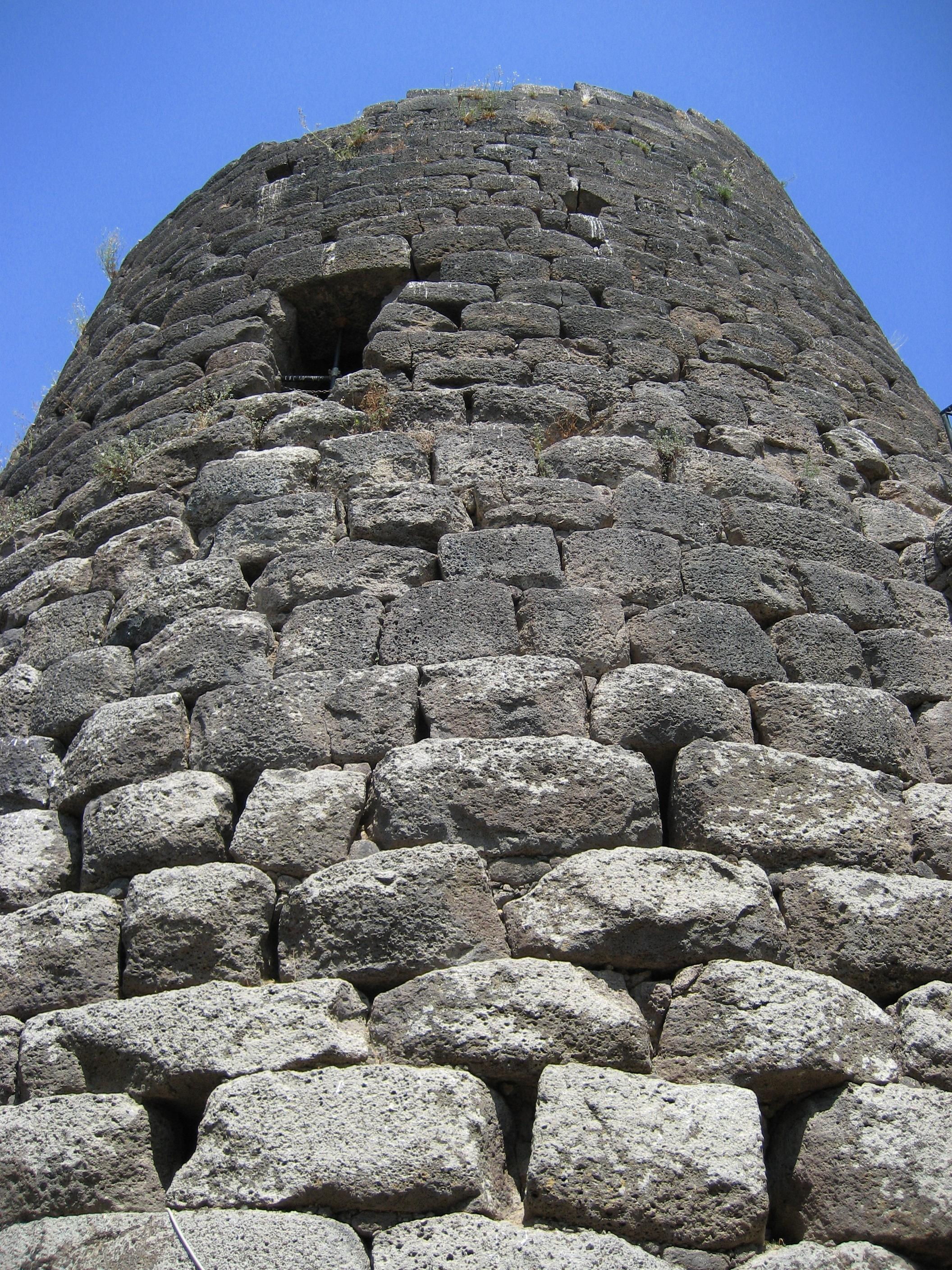
Центральна башта нурагу Санту-Антіне

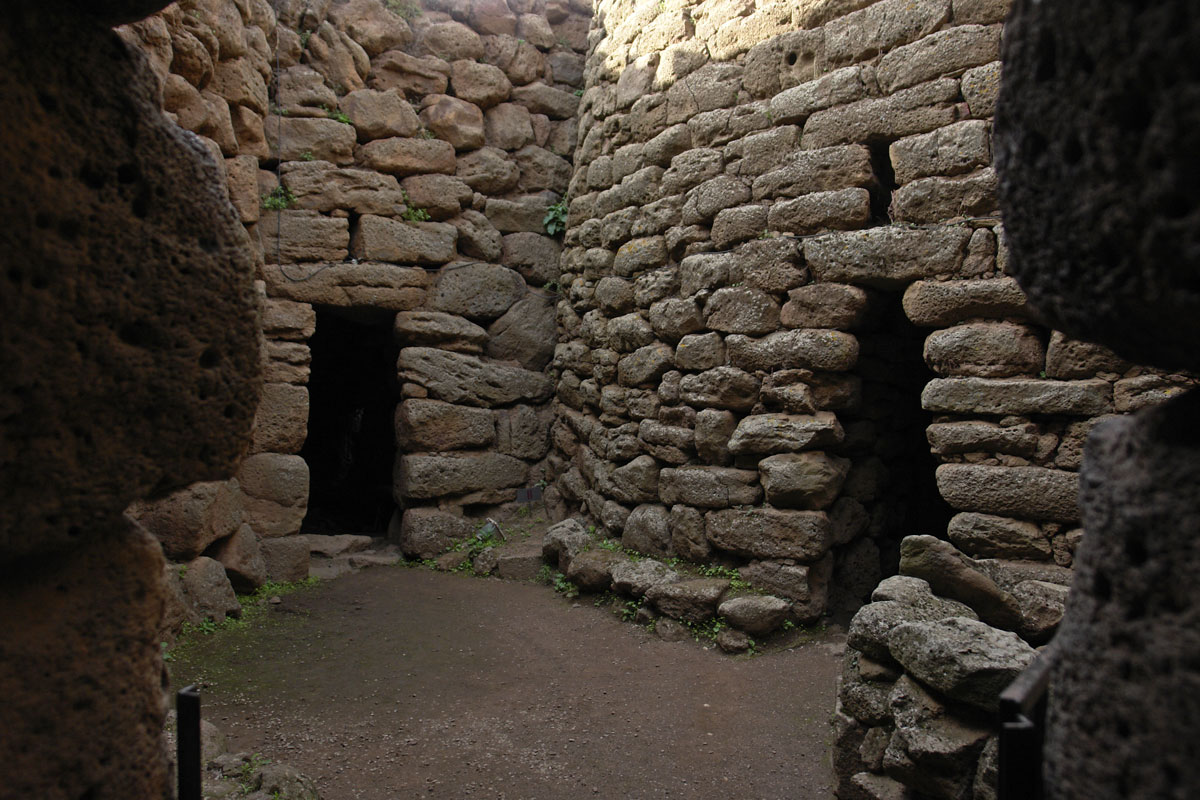
Двір нурагу Аррубіу

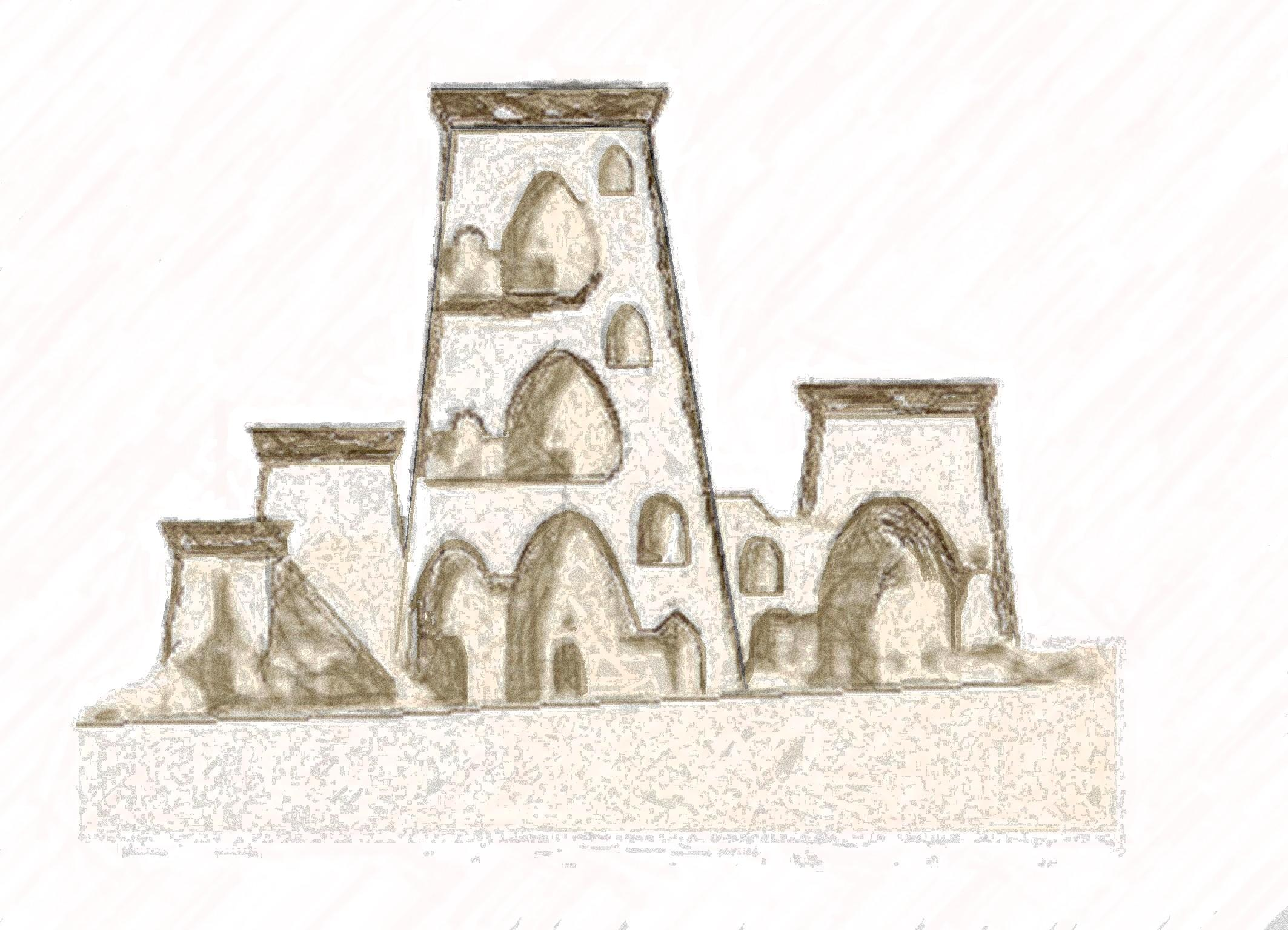
Нураг Санту-Антіне в розрізі

Більшість нурагів збудовані з середини II тисячоліття по VI століття до нашої ери, однак деякі нураги мають значно давніше датування, аж до середини IV тисячоліття до нашої ери, тобто до появи власне нурагічної культури.
Точне призначення нурагів не відоме, за різними теоріями це оборонні, культові, громадські споруди чи навіть житло. Можливо вони поєднували в собі кілька функцій водночас.
Споруджені вони з міцних вулканічних порід або ж граніту. Більшість нурагів зараз вельми поруйновані, але найбільші та найкраще збережені і досі сягають до 20 метрів висоти.
Нураги споруджувалися з таким розрахунком, щоб з кожного можна було побачити ще два. Зараз подібне рідкість, оскільки більшість нурагів збереглися погано — вони зруйнувалися під дією часу та внаслідок розбирання на будівельний матеріал, що почали ще карфагеняни та римляни.

## Нурагічна культура

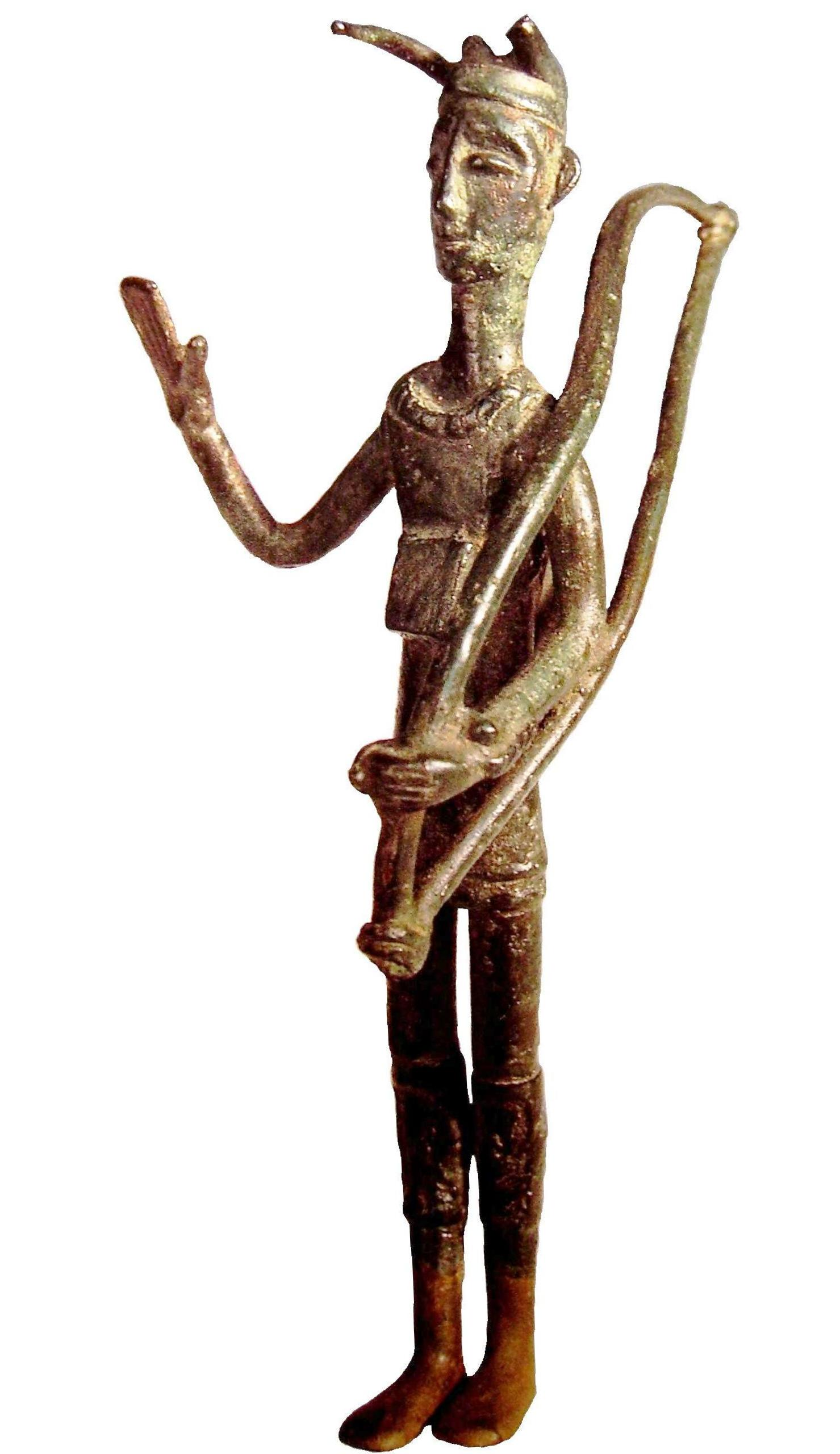
Сардинець в рогатому шоломі, бронзова статуетка з Національного музею в Кальярі.

Бронзетті з воїнами, 8-9 століття до нашої ери

Культуру, що збудувала нураги вслід за ними звуть нурагічною. Окрім власне нурагів для цієї культури характерні збудовані в такій же техніці круглі будинки, які групуються навколо нурагів у так звані нурагічні села та своєрідні поховання прозвані «могилами велетнів», священні колодязі.
Серед археологічних знахідок широко представлені кераміка, знаряддя праці та вироби з металу. Дуже характерними є так звані бронзетті — бронзові фігурки людей та тварин.
Оскільки творці нурагічної культури не залишили писемних пам'яток, бо найшвидше за все ця культура була безписемною, то теорії щодо мовної та етнічної приналежності цієї культури є досить спекулятивними. Однак, найшвидше за все творці нурагічної культури не були індоєвропейцями.